# Феоктіст (єпископ Чернігівський)
Феоктіст (д/н — 6 серпня 1123) — церковний діяч часів Великого князівства Київського.

## Життєпис

### Ігумен
Про походження нічого невідомо. Прибув до Києво-Печерського монастиря за ігуменства Феодосія Печерського. Між 1074 і 1077 роками в Києво-Печерському патерику згадується як один з початкових навчальних ченців, які беруть участь разом з «батьками» і ігуменом монастиря у вигнанні бісів з брата Микити.
Близько 1103 року після смерті ігумена Іоанна I обирається новим настоятелем монастиря. Феоктіст налагодив стосунки з великим князем київським Святополком Ізяславичем, який фактично зробив Києво-Печерський монастир своїм родинним. Це сприяло отриманню значних коштів та земельних пожалувань, перетворивши монастир в найвпливовіший в Київській Русі.
1106 року за його розпорядження було закладено Троїцьку надбрамну церкву (завершено будівництво 1108 року). За підтримки великого князя 1108 року домігся канонізації Феодосія Печерського. Того ж року завершилось будівництво кам'яної трапезної, спорудженої на кошти князя Гліба Всеславича, князя Мінського. До цього року низка дослідників відносять отримання Феоктістом титулу архімандрита, проте можливо це було лише почесне звернення, або особисте звання, оскільки наступні настоятелі монастиря залишалися ігуменами.
Дружина князя Давида Святославича — княгиня Феодосія — була духовною донькою ігумена Феоктіста, а син князя — Микола — ченцем в Києво-Печерському монастирі.

### Єпископ
У січні 1113 року стає єпископом Чернігівським. Хіротонію здійснив митрополит Никифор I. 1115 року брав участь в освяченні у Вишгороді церкви в ім'я Святих Бориса і Гліба і в урочистому перенесенні в неї мощей цих князів. Ймовірна участь Феоктіста в похованні в Чернігові того ж року князя Олега Гориславича, 1116 року — княжни-черниці Предслави, 1120 року — князя Ростислава. 1123 року займався похованням князя Давида Святославича. Помер єпископ того ж року в Чернігові.